# 일본 침몰 (1973년 라디오 드라마)
《일본 침몰》은 일본의 라디오 드라마로, 마이니치 방송이 제작하였으며, 영화판, 텔레비전판보다 이른 1973년 10월 8일부터 1974년 4월 5일의 반년 간 9:00 - 15분의 연속 프로그램으로서 월요일부터 금요일까지 매일 NRN 계열 방송국에서 방송되었다. 총 130회. 주인공 오노데라의 이름은 도시오가 아니라 고스케로 되어 있다.

### 제작진
- 연출: 오카모토 요시히코
- 각색: 호우라이 다이조
- 음악: 다나카 마사시
- 효과: 다카다 노부야
- 연출 조수: 다케우치 아즈마야

### 출현
- 오노데라 고스케: 에모리 도오루
- 아베 레이코: 다이치 기와코
- 다도코로 유스케 박사: 가토 다케시
- 유키나가 노부히코 조교수: 가나우치 마쿠오
- 나카타 가즈나리: 다카하시 에쓰지
- 구니에: 가도노 다쿠조
- 야마모토 총리: 기타무라 가즈오
- 도노인: 다쓰오카 신
- 요시무라 히데오: 시모카와 닷페이
- 나레이터: 가와베 규조